# 翡翠色
翡翠色（ひすいいろ　英:jade green）は、日本の伝統色の一つで、青緑から黄緑にわたる幅広い緑色に用いられる。室町時代から使われた色名である。翡翠とはつややかな深緑の半透明な宝石である。

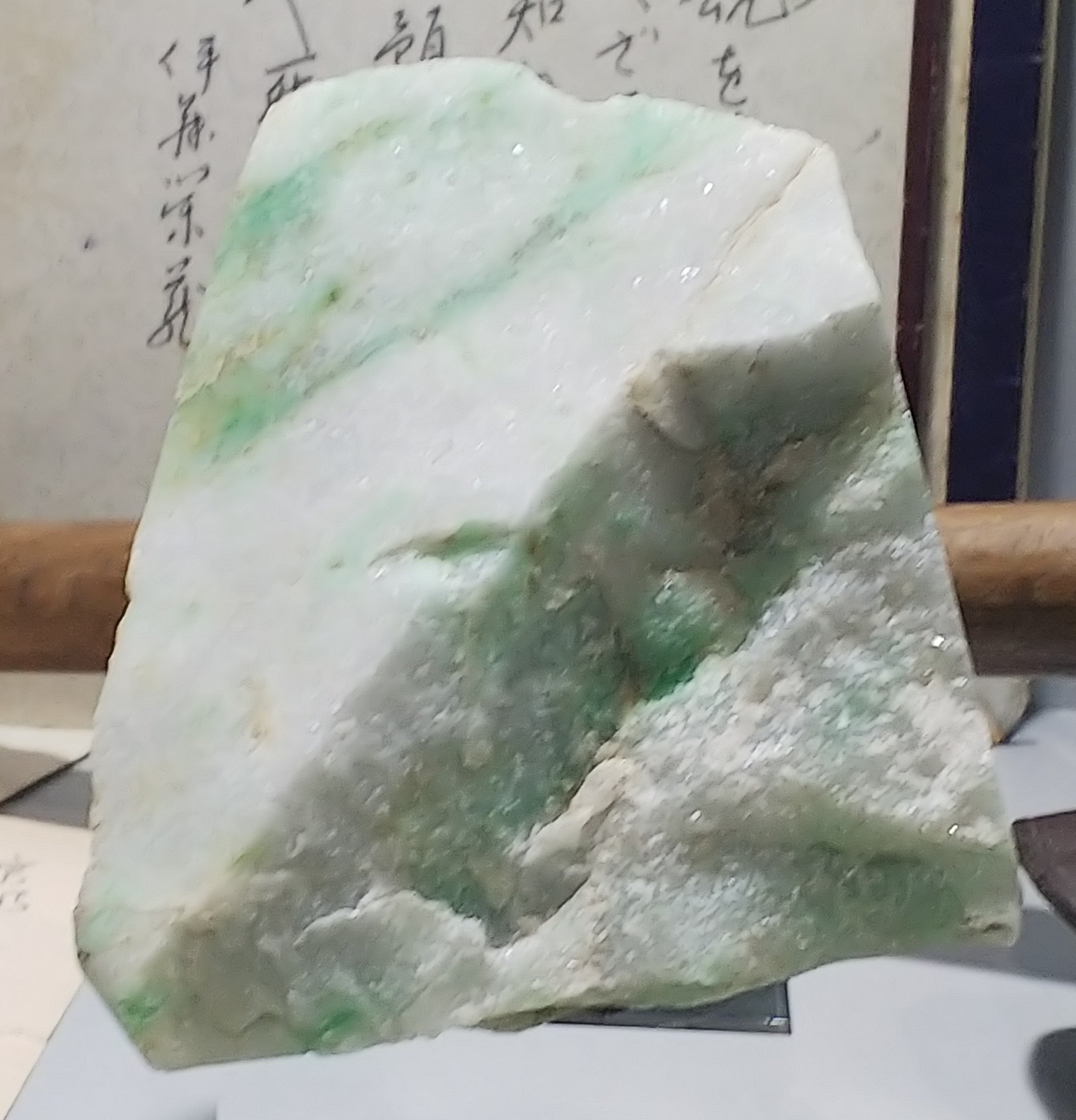
新潟県糸魚川市で採取された硬玉

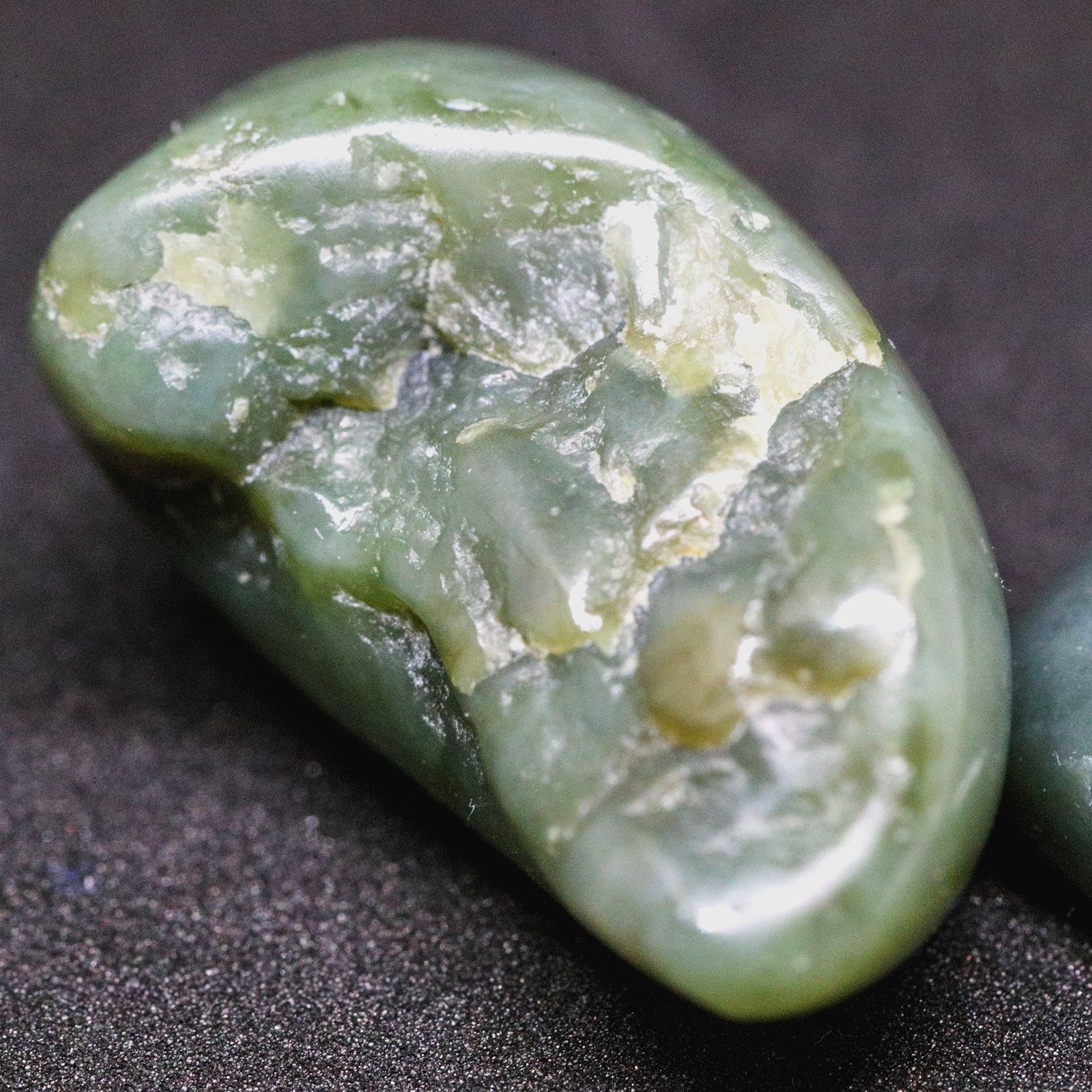
新潟県糸魚川市で採取された軟玉

## 近似色
エメラルドグリーン